# Тихоокеанский северо-западный экономический регион
Тихоокеанский северо-западный экономический регион (англ. Pacific Northwest Economic Region, сокращённо PNWER) — совместная американо-канадская организация, деятельность которой направлена на решение общих вопросов, таких как поощрение конкурентности в глобальной экономике и охрана окружающей среды. В организацию входят американские штаты Аляска, Вашингтон, Айдахо, Монтана, Орегон и канадские провинции Британская Колумбия, Альберта, Саскачеван, а также территория Юкон и Северо-Западные территории. Организация создана для повышения качества сотрудничества и связи между её членами, а также между государственным и частными секторами экономик участников. PNWER предоставляет площадку для открытого диалога нацеленного на синергию между предпринимателями и чиновниками, нацеленного на развитие конкурентоспособности региона в мировой экономике. Как пример можно привести Amazon и Microsoft, чьи офисы расположены в Сиэтле, штат Вашингтон. Бывший член совета Британской Колумбии и правовед Андрю Питер описывает PNWER как один из лучших примеров региональной парадипломатии в Северной Америке.

## Области программы работы
У PNWER три области программы работы: энергетика, внутренняя безопасность и тихоокеанская северо-западная сеть инноваций.

## История
Тихоокеанский северо-западный экономический регион был основан в 1991 году законодательными актами семи органов законодательной власти — Вашингтона, Орегона, Айдахо, Монтаны, Аляски, в США, и Британской Колумбии и Альберты в Канаде. Юкон вошел в организацию в 1994, Саскачеван в 2008, Северо-западные территории в 2009. С самого начала органы законодательной власти всех территорий, штатов и провинций входили в организацию. Губернаторы и премьер министры вошли в структуру управления PNWER в 1993.
Предложение о создании PNWER было принято 701 из 703 действующих законодателей, проголосовавших за него после трехлетнего процесса, инициированного Тихоокеанским Северо-Западным форумом законодательного руководства (PNLLF) в 1988 году. Было создано шесть рабочих групп, включая экологические технологии, туристические, группу по переработке отходов, по добавленной стоимости на древесину, по подготовке рабочей силы и телекоммуникации. Некоторые из них были объединены или заменены в последующие годы новыми для других областей деятельности. Решающее фактором в основания PNWER имели инициативы сенатора штата Вашингтон Алана Блучела и заместителя премьер-министра и министра по федеральным и межправительственным делам Альберты Джим Хорсман. Блючел занимал пост первого президента организации .Другим президентом был Мел Найт, бывший министр энергетики Альберты.
В 1994 году в PNWER было введено официальное участие частного сектора, включая невыборный государственный сектор, а также некоммерческие организации и НПО; после этого был создан совет частного сектора, дублирующий совет законодательных делегатов организации, и сопредседатели частного и государственного секторов стали частью структуры рабочей группы. Повестка дня каждой рабочей группы определяется представителями частных отраслей. С тех пор финансирование PNWER было сбалансировано между государственным и частным секторами. Текущий (2010) годовой бюджет организации составляет 1,4 миллиона долларов США, по сравнению с 900 000 долларов в 2006 году, причем примерно треть приходится на взносы штатов и провинций, треть — на спонсорство и взносы частного сектора и треть — на государственные и частные гранты.
Нынешний президент PNWER-MLA, Дэн Эштон из Британской Колумбии, был избран 17 июля 2016 года.